# Чулков, Василий Михайлович
Василий Михайлович Чулков (13 февраля 1929, Антипинка, Чувашская АССР — 4 января 1994, Порецкий район, Чувашия) — советский передовик сельскохозяйственного производства, бригадир колхоза им. Н. Г. Безрукова Порецкого района, Герой Социалистического Труда (1971).

## Биография
Родился 13 февраля 1929 года в деревне Бредовка Порецкого района (Чувашия). Работал механизатором, бригадиром тракторной бригады колхоза им. Н. Г. Безрукова Порецкого района, а также и зам. председателя колхоза по технике.

## Семья
Дочь — Арсентьева Анна Васильевна, историк, профессор и проректор ЧГУ (16.12.1954 — 18.5.2007).

## Награды
Награждён орденом Ленина, медалью. Заслуженный механизатор Чувашской АССР (1966).
Указом Президиума Верховного Совета СССР в 1971 году за высокие производственные показатели, развитие сельскохозяйственного производства Василию Михайловичу Чулкову присвоено звание Героя Социалистического Труда с вручением ордена Ленина и золотой медали «Серп и Молот».